# Boroszlánfélék
A boroszlánfélék (Thymelaeaceae) a valódi kétszikűek (Eudicots) eurosid II kládjában a mályvavirágúak (Malvales) rendjének egyik családja több mint ötszáz fajjal. Korábban a mirtuszvirágúak rendjébe sorolták.
Legismertebb nemzetségük a boroszlán (Daphne), aminek több faja a Kárpát-medencében is honos.

## Származása, elterjedése
A fajok többsége trópusi növény; a legtöbb Afrikában honos. Egyes nemzetségek, illetve fajok mérsékelt égövbe is áthúzódtak (mindkét féltekén).

## Jellemzők
Fás vagy lágyszárú növények; a legtöbbjük cserje. Osztatlan leveleik szórtan állnak. Többnyire négytagú, kehely alakú virágaik fejecskében vagy fürtben nyílnak. Termésük makkocska, bogyó vagy csonthéjas.

## Felhasználásuk
- Díszcserjeként több nemzetség fajai jelentősek; ezek közül egyesek illatos virágaik miatt különlegesek, és több közülük örökzöld.
- Az Aquilaria allocha fája igen értékes; ez az úgynevezett sasfa.
- Egyes nemzetségek:
  - Lagetta,
  - Linodendron,
  - Daphnopsis,
  - Gnidia

több faját textilkészítésre alkalmas rostjáért termesztik.
- a japán mitszumata-papír alapanyaga a Kelet-Ázsiában honos Edgeworthia nemzetség két faja:
  - Edgeworthia chrysantha és
  - Edgeworthia papyrifera.